# Kuvâ-yi Milliye

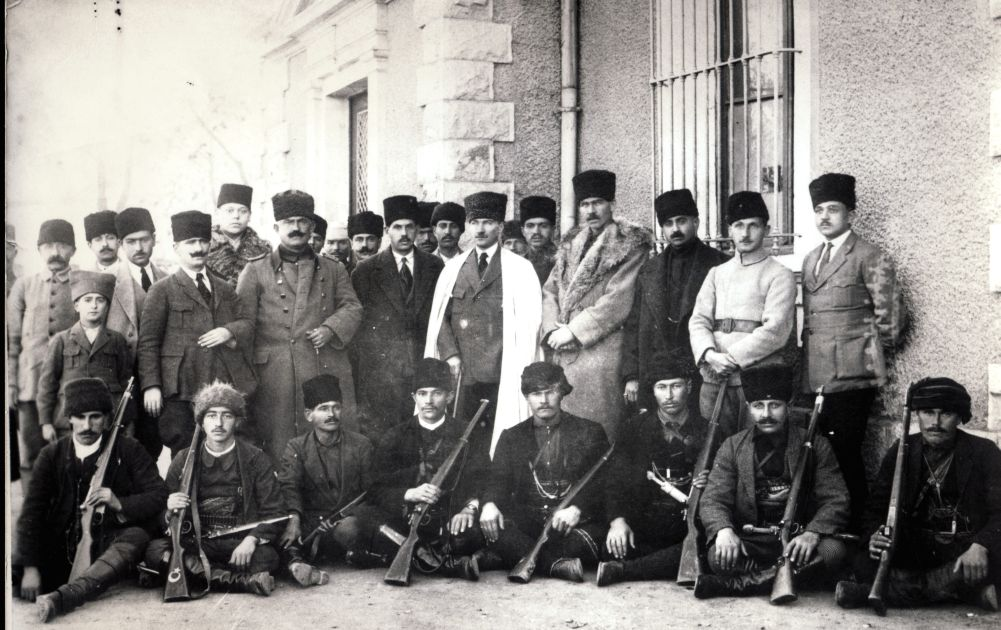
Çerkez Ethem (mit Pelzkragen) und Atatürk (mit weißem Umhang) mit Ethems tscherkessischen Männern der Kuvayı Milliye im Juni 1920

Die Kuvâ-yi Milliye (osmanisch قواى مليّه ‚Nationale Kräfte‘) waren Widerstandsgruppen in der Türkei, die sich nach der Besetzung des Landes durch die Truppen der Triple Entente nach der Niederlage des Osmanischen Reiches im Ersten Weltkrieg, bildeten. Im Waffenstillstand von Mudros wurde das Territorium des niedergegangenen Osmanischen Reiches zwischen den Siegermächten in Interessensgebiete aufgeteilt, so besetzten Griechen den Westen, Briten, Italiener und Franzosen den Süden des Landes. Frankreich sicherte sich seinen Anspruch auf den Süden der Türkei schon während des Krieges am 16. Mai 1916 im Sykes-Picot-Abkommen.

## Entstehung
Die Kuvâ-yi Milliye waren die ersten bewaffneten Gruppen des Türkischen Befreiungskrieges, die gegen die Besatzer kämpften und keine weitere Aufteilung des Reiches hinnahmen. Sie bestanden aus desertierten Offizieren der osmanischen Armee und Milizen. Sie traten zum ersten Mal in Izmir, das durch die griechische Armee besetzt worden war, in Aktion. Dort wurden die Kuvâ-yi Milliye durch einige Offiziere aufgestellt und organisiert. In Westanatolien kämpften diese Kuvayı Milliye durch Hit and Run-Aktionen gegen die griechischen Armeen, bevor die Nationalbewegung um Mustafa Kemal eine Armee aufstellen konnte.
Die Kuvâ-yi Milliye bekämpften die regulären Armeen der Besatzer mit Guerillataktik. Die zerstreuten Einheiten wurden durch die Gegenregierung in Ankara gebündelt und organisiert und ab der ersten Schlacht bei Inönü zu einer Armee auf- und umgebaut.
Mustafa Kemal sagte über die Entstehung der Kuvayı Milliye Folgendes:

„Der Regierungssitz war in hohem Maße von Feinden umgeben. Diese Einkesselung war sowohl politisch als auch militärisch. Eben in einer solchen Lage erteilte sie [die Regierung] denjenigen Kräften Befehle, die das Land verteidigen und die Unabhängigkeit der Nation sowie des Staates bewahren sollten. Nur mit derlei Befehlen funktionierten entscheidende Institutionen des Staates jedoch noch lange nicht. Das konnten sie auch nicht. Hauptaufgabe der Armee war eigentlich der Schutz dieser Institutionen. Sie nannte sich zwar ‚Armee‘, verdiente diesen Namen jedoch nicht. Aus diesem Grund ist es so, dass die grundlegende Aufgabe der Verteidigung und des Schutzes der Heimat direkt bei der Nation selber liegt. Das nennen wir Kuvâ-yi Milliye …“

## Auflösung der Kuvâ-yi Milliye
Obwohl die Kuvâ-yi Milliye der erste Schritt in der Befreiung der Türkei waren, löste Mustafa Kemal sie später auf. Ihnen mangelte es an Disziplin und Erfahrung. Sie hatten in offenen Feldschlachten keine Chance gegen die Besatzungsarmeen. Außerdem übten einige Gruppen Selbstjustiz und lehnten sich später gegen die neue Regierung der Türkei auf. Anführer, die sich gegen Mustafa Kemal auflehnten waren Demirci Mehmet Efe und Çerkez Ethem.

## Einige bekannte Mitglieder der Kuvâ-yi Milliye
- Mustafa Kemal Atatürk
- Halide Edip Adivar
- Fevzi Çakmak
- İsmet İnönü
- Kâzım Karabekir
- Yakup Kadri Karaosmanoğlu
- Mehmet Fuat Köprülü
- Rauf Orbay
- Şükrü Saracoğlu